# 보티 블리스

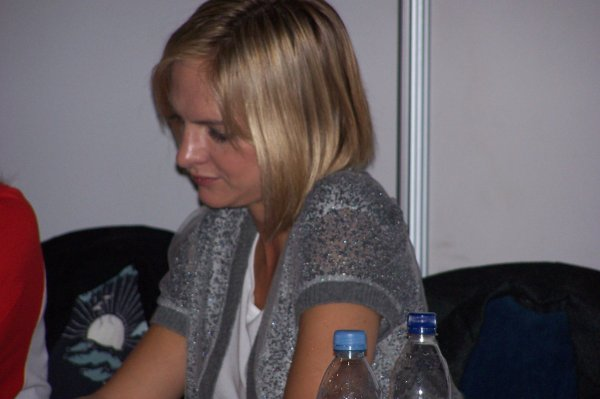

보티 블리스(Boti Bliss, 1975년 10월 23일 ~ )는 미국의 배우이다.
미국에서 태어났다.

## 출연 작품
- 빙하기:지구 파멸의 날 (2014년)
- 럭키 도그 (2014년)
- 게이브 더 큐피드 도그 (2012, Gabe the Cupid Dog) - 사라 역
- 더 퍼펙트 티처 (2010년)
- 펄스 2 - 애프터라이프 (2008년)
- 아임 리드 피쉬 (2006년)
- 에단 그린의 특별한 인생 (2005년)
- 못말리는 섹스 아카데미 (2003년) - 도미니크 역
- 테드 번디 (2002년)
- 버블 보이 (2001년)
- 워락 3 (1999년)
- 패시픽 블루 (1996년)
- 로드레이서 (1994년)

### 텔레비전
- CSI: 마이애미 (2003-09) - 맥신 발레라 역
- 더 영 앤 더 레스트리스 (2010)